# Qifang (köpinghuvudort i Kina, Hubei Sheng, lat 32,20, long 112,56)
Qifang (kinesiska: 七方, 七方镇) är en köpinghuvudort i Kina. Den ligger i provinsen Hubei, i den centrala delen av landet, omkring 240 kilometer nordväst om provinshuvudstaden Wuhan. Antalet invånare är 85 860. Befolkningen består av 41 697 kvinnor och 44 163 män. Barn under 15 år utgör 16,0 %, vuxna 15-64 år 74 %, och äldre över 65 år 8,0 %.
Runt Qifang är det tätbefolkat, med 331 invånare per kvadratkilometer. Närmaste större samhälle är Zaoyang, 19,9 km öster om Qifang. Trakten runt Qifang består till största delen av jordbruksmark.
Genomsnittlig årsnederbörd är 936 millimeter. Den regnigaste månaden är augusti, med i genomsnitt 159 mm nederbörd, och den torraste är januari, med 10 mm nederbörd.